# Zone d'intérêt du camp de concentration d'Auschwitz
 (décembre 2024).
Le contenu est difficilement compréhensible vu les erreurs de traduction, qui sont peut-être dues à l'utilisation d'un logiciel de traduction automatique.
 (août 2024).
La mise en forme du texte ne suit pas les recommandations de Wikipédia : il faut le « wikifier ».
Les points d'amélioration suivants sont les cas les plus fréquents. Le détail des points à revoir est peut-être précisé sur la page de discussion.
- Les titres sont pré-formatés par le logiciel. Ils ne sont ni en capitales, ni en gras.
- Le texte ne doit pas être écrit en capitales (les noms de famille non plus), ni en gras, ni en italique, ni en « petit »…
- Le gras n'est utilisé que pour surligner le titre de l'article dans l'introduction, une seule fois.
- L'italique est rarement utilisé : mots en langue étrangère, titres d'œuvres, noms de bateaux, etc.
- Les citations ne sont pas en italique mais en corps de texte normal. Elles sont entourées par des guillemets français : « et ».
- Les listes à puces sont à éviter, des paragraphes rédigés étant largement préférés. Les tableaux sont à réserver à la présentation de données structurées (résultats, etc.).
- Les appels de note de bas de page (petits chiffres en exposant, introduits par l'outil «  Source ») sont à placer entre la fin de phrase et le point final[comme ça].
- Les liens internes (vers d'autres articles de Wikipédia) sont à choisir avec parcimonie. Créez des liens vers des articles approfondissant le sujet. Les termes génériques sans rapport avec le sujet sont à éviter, ainsi que les répétitions de liens vers un même terme.
- Les liens externes sont à placer uniquement dans une section « Liens externes », à la fin de l'article. Ces liens sont à choisir avec parcimonie suivant les règles définies. Si un lien sert de source à l'article, son insertion dans le texte est à faire par les notes de bas de page.
- La présentation des références doit suivre les conventions bibliographiques. Il est recommandé d'utiliser les modèles {{Ouvrage}}, {{Chapitre}}, {{Article}}, {{Lien web}} et/ou {{Bibliographie}}. Le mode d'édition visuel peut mettre en forme automatiquement les références.
- Insérer une infobox (cadre d'informations à droite) n'est pas obligatoire pour parachever la mise en page.

Pour une aide détaillée, merci de consulter Aide:Wikification.
Si vous pensez que ces points ont été résolus, vous pouvez retirer ce bandeau et améliorer la mise en forme d'un autre article.
 (août 2024).

Plan du complexe autour du camp de concentration d'Auschwitz. La zone d'intérêt est en foncé (environ 40 km²).

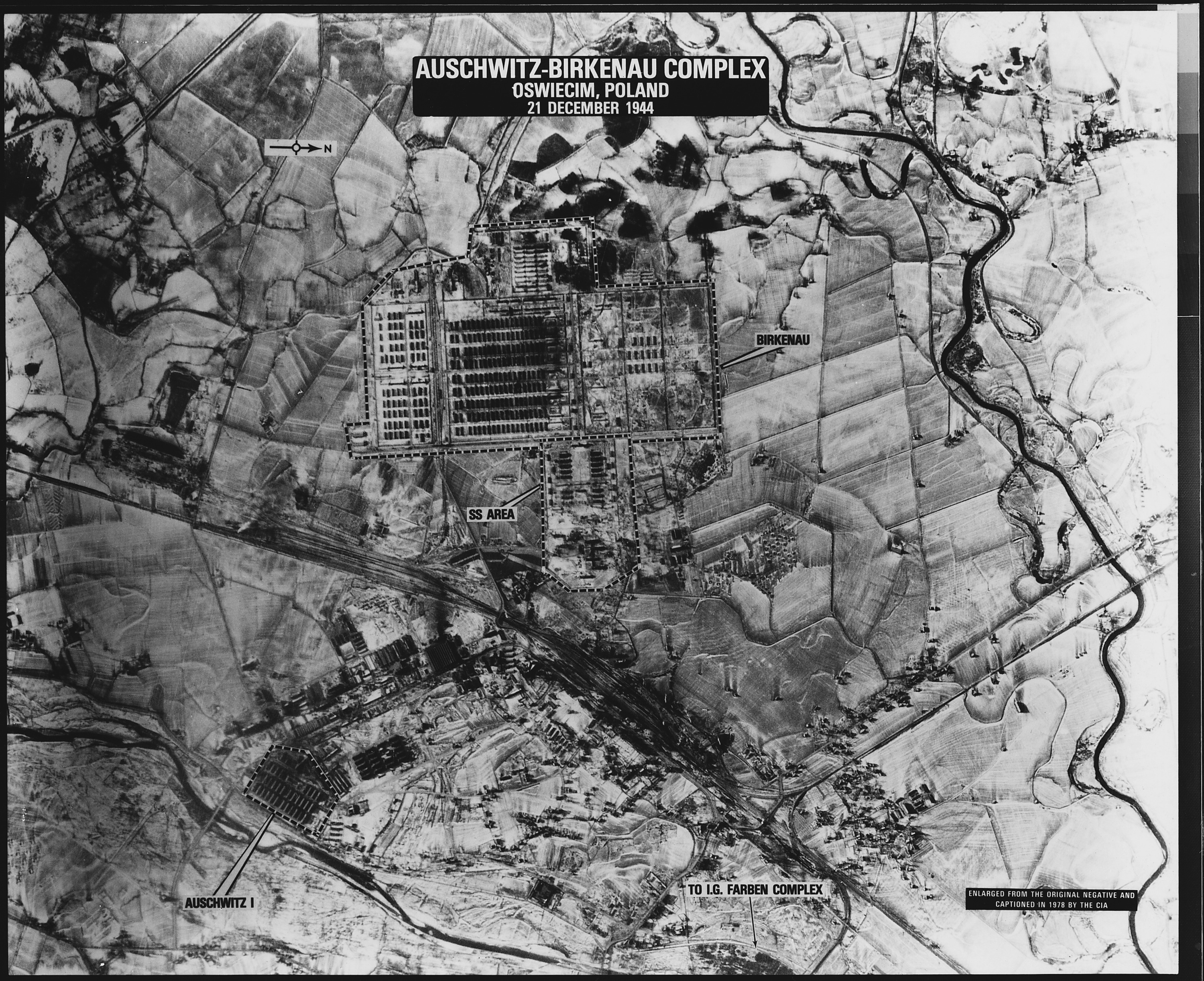
Photographie aérienne d'une partie de la zone d'intérêt de l'armée de l'air américaine, 21 décembre 1944

La zone d'intérêt du camp de concentration d'Auschwitz (également appelée zone d'intérêt du KL Auschwitz) était, pendant la Seconde Guerre mondiale, une zone interdite par la Schutzstaffel autour du complexe du camp d'Auschwitz en Pologne occupée par l'Allemagne nazie. Le plus grand complexe de camps de concentration et d'extermination de l'État nazi a été construit sur ce territoire isolé du monde extérieur. La zone d'intérêt se trouvait au sud du confluent de la Soła et de la Vistule, près de la ville d'Oświęcim (en allemand Auschwitz), et était partiellement délimitée par ces rivières. Le camp principal du camp de concentration d'Auschwitz, le camp d'extermination d'Auschwitz-Birkenau, les ateliers, les entreprises SS ainsi que les exploitations agricoles du camp de concentration d'Auschwitz et leurs camps annexes se trouvaient dans la zone d'intérêt qui s'étendait finalement sur environ 40 kilomètres carrés,. La zone d'intérêt a existé officiellement de fin mai 1941 jusqu'à la libération de la région par l'Armée rouge fin janvier 1945, et à partir de juin 1943 en tant que district administratif indépendant.

## Position
En raison des différences de traitement de la population dans les territoires polonais annexés, les nazis ont créé une frontière policière dont le franchissement était soumis à autorisation pour tous en 1940 ; le tracé correspondait en grande partie à la frontière existante jusqu'au début de la guerre, mais s'en écartait en Haute-Silésie en attirant également l'ancienne voïvodie autonome de Silésie et une petite région limitrophe du côté du territoire allemand d'avant 1939 et non dans la bande orientale formée à l'est de celle-ci, dont la population était considérée et traitée comme inférieure. Ce faisant, le district nouvellement délimité de Bielitz, dans lequel se trouvait Auschwitz, a été coupé par la frontière définie de manière contradictoire dans le journal officiel du Reich.
L'ordonnance du 20 juillet 1940 relative à la limitation des déplacements avec des parties du territoire du Grand Reich allemand et du Gouvernement général, paragraphe 1, alinéa 1, n° b.3, mentionne l'inclusion de la ville de Biala, liée à Bielitz, de sorte qu'à l'exception de Biala, l'ancienne frontière orientale de la voïvodie autonome de Silésie constituait la limite policière et que le territoire d'Auschwitz et de Birkenau se trouvait dans la partie orientale du district de Bielitz, accessible uniquement avec une "autorisation spéciale". Dès le 1er septembre 1940, une "lettre rapide" de Reinhard Heydrich modifia cette ligne policière en supprimant son tracé au sud d'Auschwitz et en la remplaçant par une ligne reliant toujours la ville d'Auschwitz à la zone "sans permis". à l'est de celle-ci, le long de la Vistule, jusqu'à la frontière du Gouvernement général. En revanche, le premier décret d'application de l'ordonnance sur la perception d'une taxe de compensation sociale, qui servait à la discrimination fiscale des Polonais, définissait une taxe de compensation sociale du 10 août 1940, qui définissait dans son paragraphe 7 la "bande orientale" soumise à un régime spécial, un tracé de frontière le long de la Soła,, qui suivait également la délimitation de frontière documentée dès 1939 dans la région de Bielitz, qui constituait depuis le 9 octobre la frontière entre la partie annexée de la Pologne et le Gouvernement général et qui fut maintenue à partir du 20 novembre 1939,, après le déplacement vers l'est de la frontière avec le Gouvernement général, comme frontière de police,.
Malgré les informations contradictoires sur le tracé de la frontière, la zone d'intérêt du camp de concentration d'Auschwitz était donc limitée à la fois par la zone située à l'intérieur de la ligne de police (au nord de la Vistule commençait le district de Pleß) et par la bande est, au-delà de la Soła qui délimitait la zone d'intérêt du camp de concentration à l'est. D'après les recherches de Klaus von Münchhausen, la ligne de police passant par la ville d'Auschwitz ne fut plus contrôlée dès septembre 1941 et en mai 1942, à la suite de l'ordre de Heydrich du 12 mai, son contrôle fut officiellement supprimé et les panneaux d'information qui s'y trouvaient furent retirés peu de temps après ; ce décret n'était toutefois pas destiné à être publié,.
L'ordonnance du 27 mai 1942 sur les peines liées aux passeports, publiée quelques jours plus tard au Journal officiel du Reich, modifiait de manière générale la punissabilité du franchissement des frontières, mais ne modifiait que le paragraphe 2 de l'ordonnance de 1940 sur la limitation du trafic touristique, de sorte que le paragraphe 1, qui fixait le tracé de la frontière à Biala, restait en vigueur. Entre cette frontière occidentale près de Biala, qui ne pouvait officiellement pas être franchie sans "autorisation spéciale", et celle de l'est sur la Soła, qui délimitait effectivement la "bande orientale" mais qui n'était ni marquée ni contrôlée à partir de mai 1942, se trouvaient la zone d'intérêt du camp de concentration d'Auschwitz ainsi que la gare d'Auschwitz. La première déportation de Juifs en provenance de l'ancien territoire du Reich, pour laquelle la frontière policière a été franchie et qui aurait dû faire l'objet d'un contrôle selon l'ancienne législation, a eu lieu le 16 mai 1942,16 soit quatre jours après la levée des contrôles.

## Mise en place de la zone d'intérêt SS
Quelques semaines après l'installation du camp principal, le chef supérieur de la SS et de la police responsable de la région, Erich von dem Bach-Zelewski, ordonna l'expulsion de la population locale après la première évasion réussie d'un détenu polonais en juillet 1940. La population polonaise devait être expulsée de la zone entourant le camp dans un rayon de cinq kilomètres, afin de rendre les évasions impossibles et d'empêcher toute aide à l'évasion. Dans un premier temps, les habitants du village de Zasole ont dû évacuer leurs maisons, qui ont ensuite été utilisées par les dirigeants de la SS du camp et leurs familles.
Dès le début de l'année 1940/41, « le chantier du camp d'Auschwitz était si grand que le premier plan d'aménagement global devait faire la distinction entre le camp de détention préventive, la cour industrielle, les ateliers, la zone des casernes, le camp économique des troupes, la cité SS et l'agriculture ». Au plus tard après l'inspection du camp par le Reichsführer-SS Heinrich Himmler le 1er mars 1941, celui-ci ordonna en outre la création d'exploitations agricoles et d'élevage sur le territoire entourant le camp de concentration d'Auschwitz. En mars/avril 1941, à la suite de cette décision, les habitants polonais des villages de Babice[Lequel ?], Budy[Lequel ?], Rajsko[Lequel ?], Brzezinka (en allemand Birkenau), Broszkowice, Pławy et Harmęże durent quitter leur lieu de résidence en laissant leurs biens et furent expulsés. Seuls les Polonais dont les occupants allemands avaient besoin sur place en tant que spécialistes ont été épargnés par cette mesure. La plupart des bâtiments vides ont été démolis par les détenus des camps de concentration afin de créer de l'espace pour le complexe de camps qui s'agrandissait.
En mars 1941 également, Himmler décida de construire un deuxième camp à Birkenau, à trois kilomètres du camp principal, qui devint le lieu central de l'Holocauste en tant que plus grand camp d'extermination du Reich allemand national-socialiste. Une zone d'intérêt avait donc déjà été planifiée par la direction des nouvelles constructions SS pour l'extension du complexe du camp qui ne cessait de s'agrandir. Le 31 mai 1941, la zone interdite fut officiellement déclarée zone d'intérêt du KL Auschwitz. Le camp de concentration d'Auschwitz-Monowitz, construit plus tard, ainsi que l'usine Buna d'I.G. Farben ne se trouvaient pas sur la zone d'intérêt SS, mais à l'est de la ville d'Auschwitz.
La zone du camp était « entourée de panneaux d'avertissement, de murs en béton, de miradors et de doubles rangées de barbelés électrifiés, éclairés la nuit ». Les membres des compagnies de surveillance montés sur des miradors formaient ce que l'on appelle la petite chaîne de garde, un cercle de surveillance autour de la clôture électrifiée du camp principal et de Birkenau. La grande chaîne de sentinelles était un vaste anneau de surveillance constitué de tours de guet habitées autour des deux camps. Des SS patrouillaient en outre à l'intérieur de la zone d'intérêt.

## Conflit sur la démarcation territoriale
L'extension constante du camp a entraîné des conflits d'intérêts entre la SS et les autorités civiles et les services du parti de la ville d'Auschwitz, car Auschwitz devait être transformée en une ville modèle allemande. Ces conflits portaient toutefois exclusivement sur des questions de délimitation entre le territoire d'intérêt de la SS et la ville, ainsi que sur des projets de construction litigieux. À partir de fin septembre 1942, des représentants de l'Office principal de l'économie et de l'administration de la SS, des membres de la Lager-SS, des représentants d'I.G. Farben ainsi que des fonctionnaires de l'administration civile se réunirent pendant près d'un an sur ces questions, sur ordre d'Himmler, dans la maison dite de la Waffen-SS, en face de la gare d'Auschwitz. Entre-temps, en janvier 1943, des représentants de l'administration civile ont demandé, pour des raisons "d'aménagement du paysage", le déplacement de la zone d'intérêt SS et des camps.

## District
En juin 1943, les limites de la zone d'intérêt SS furent définitivement fixées, couvrant une superficie de 40 kilomètres carrés. À partir de ce moment, la zone devint une unité administrative indépendante des autorités civiles et resta désormais un district administratif autonome dépendant uniquement de la SS.
Le commandant du camp principal, qui était également l'ancien SS du camp d'Auschwitz (voir Personnel du camp de concentration d'Auschwitz) et qui, en tant que commissaire officiel, assumait en outre les tâches de l'administration civile - ce furent successivement Rudolf Höß, Arthur Liebehenschel et, pour finir, Richard Baer, était à la tête de l'Amtsbezirk.
Le bureau d'état civil du camp compétent pour la zone d'intérêt de la SS (bureau d'état civil d'Auschwitz II) devint formellement indépendant dès janvier 1943, après des conflits de compétence avec les bureaux d'état civil d'Auschwitz et de Bielitz.

## Fiction
Le terme a été utilisé par Martin Amis comme titre de son roman The Zone of Interest (2014), centré sur une version romancée du commandant du camp Rudolf Höss. Il a ensuite été repris par Jonathan Glazer pour son film de 2023 du même nom, librement adapté du roman d'Amis, et se concentrant sur la banalité de la vie de la famille Höss dans l'ombre de l'épicentre de l'Holocauste.